# Templo de Minerva (Marano di Valpolicella)
El templo de Minerva es una zona arqueológica situada en el monte Castelon, en el municipio de Marano di Valpolicella, en la provincia de Verona. El sitio, frecuentado como santuario desde al menos el siglo VI a. C., se convirtió en un lugar de culto dedicado a Minerva a partir del siglo II a. C. 

## Historia

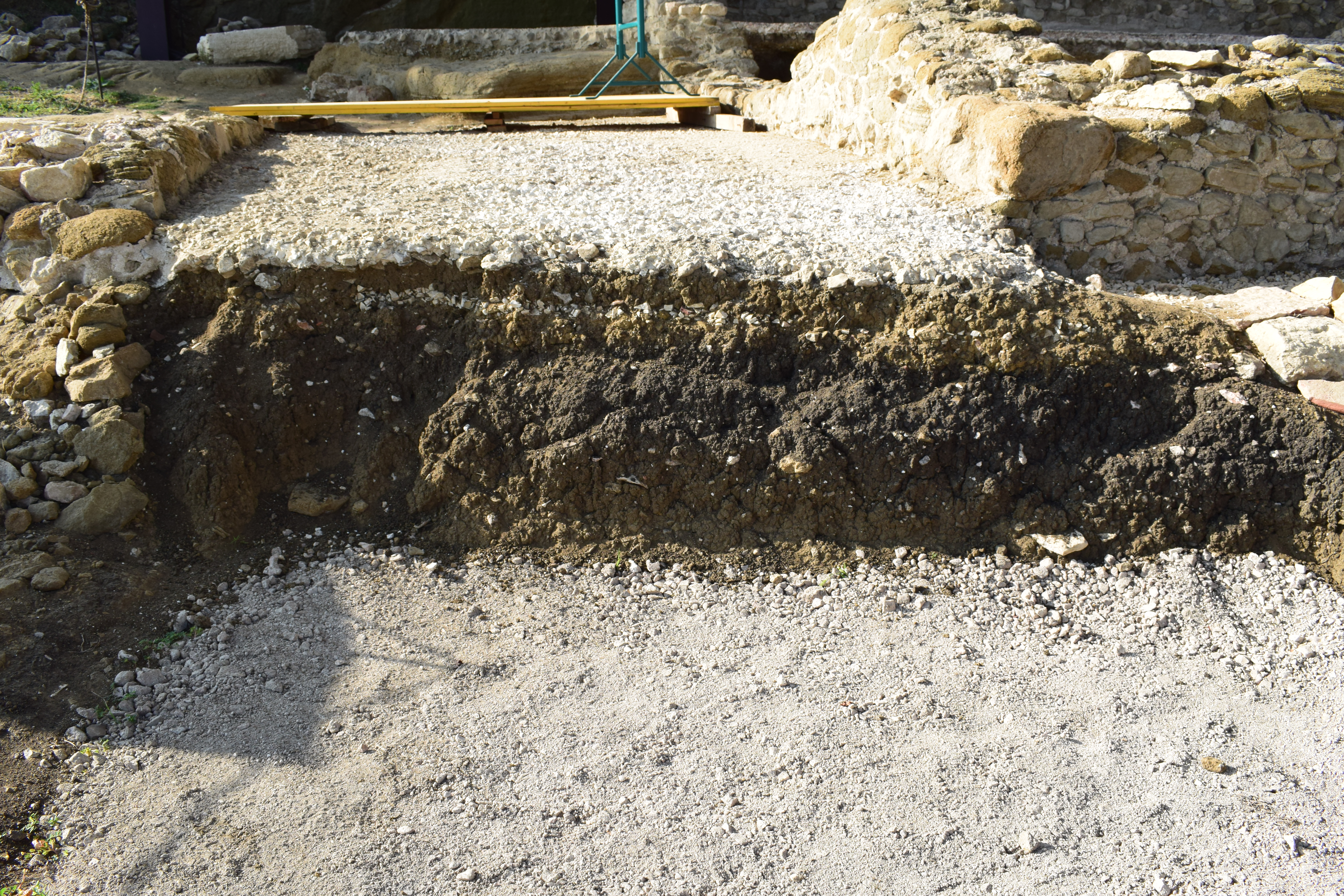
Sección de la excavación donde se puede observar el suelo de la pira, que data de la época prehistórica.

El yacimiento está situado en la vertiente oriental del monte Castelon, entre los valles de Fumane y Marano; en este lugar, en la antigüedad, probablemente había una fuente de agua que brotaba de la roca y una depresión natural donde se acumulaba el agua. Este sitio ya era frecuentado desde la Edad del Hierro, en el siglo VI a. C.: los fieles de la época, habían destinado la cavidad natural a la recogida de ofrendas o restos de sacrificios, y habían habilitado un espacio en el que realizar una pira votiva, es decir, un lugar donde quemar los obsequios para las deidades. Las investigaciones arqueológicas (en la acumulación de tierra de la pira, que es lo único que queda de esta fase del yacimiento) han arrojado diversos restos orgánicos (semillas, fragmentos de madera, restos de comida) así como anillos de bronce, fíbulas, bullas y piezas cerámicas. 

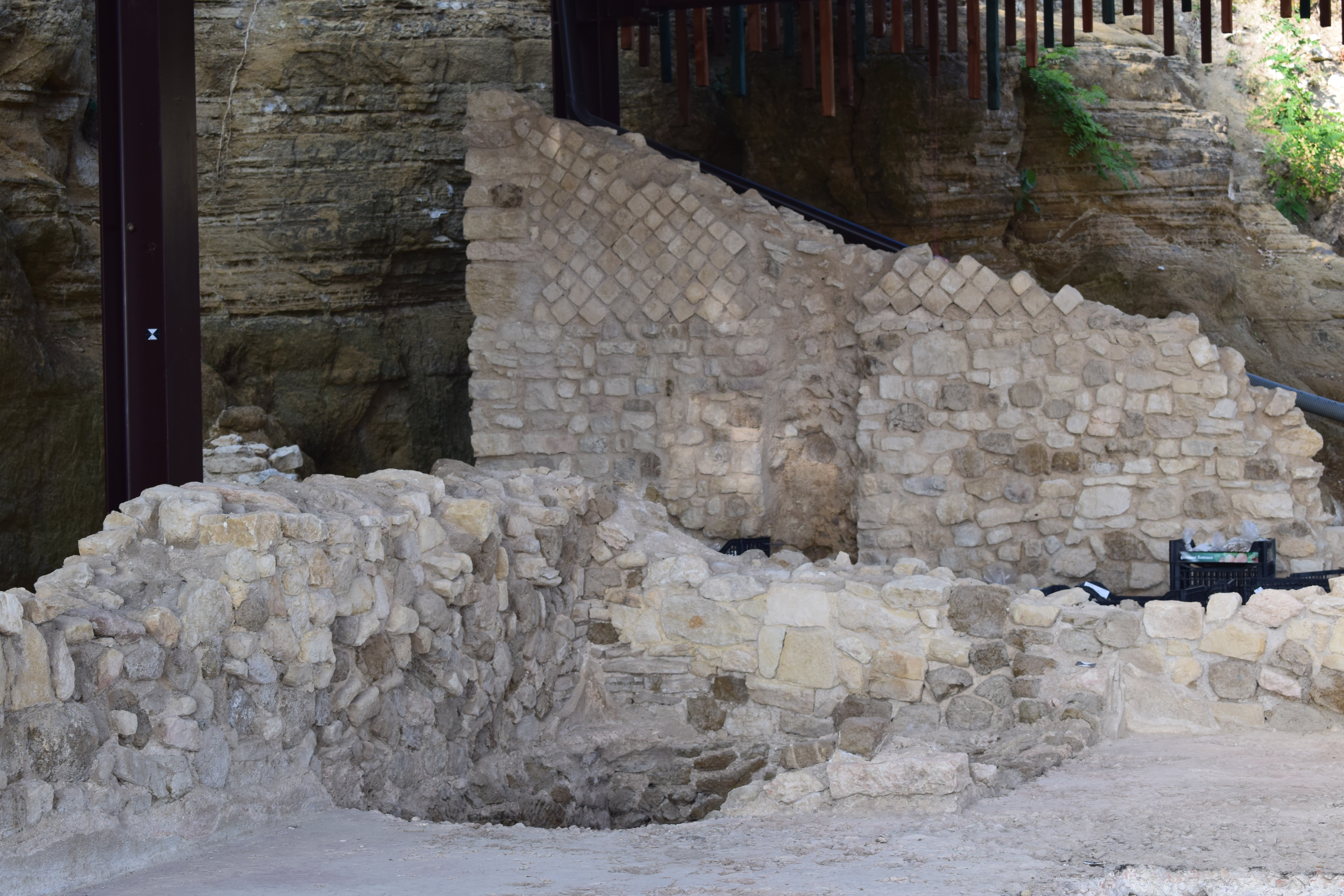
El muro con motivo reticular que cerraba parte del pórtico norte de época imperial

A finales del siglo II a. C. en el lugar, que había adquirido alguna importancia y valor de culto, se erigió un templo de mampostería dedicado a Minerva . La técnica constructiva y el estilo arquitectónico sugieren para esta intervención una encomienda romano-helenístico . Poco se sabe sobre este edificio, que se encuentra en gran parte debajo de las ruinas del templo más reciente: tenía una sala central pavimentada con cemento rosa, con azuleos de mosaico insertados; al sur de esta había una habitación alargada, pavimentada con cemento blanco; al norte otro espacio con losas de piedra caliza rosa. El templo debió estar ricamente pintado al fresco, porque se recuperaron numerosos fragmentos pictóricos: la decoración era del "primer estilo pompeyano", que simulaba las paredes de piedra y mármol de los palacios helenísticos, y que, en este caso, presentaba un motivo de ondas que recorrían toda la parte inferior de los muros, quizás en referencia al agua presente en el sitio. 

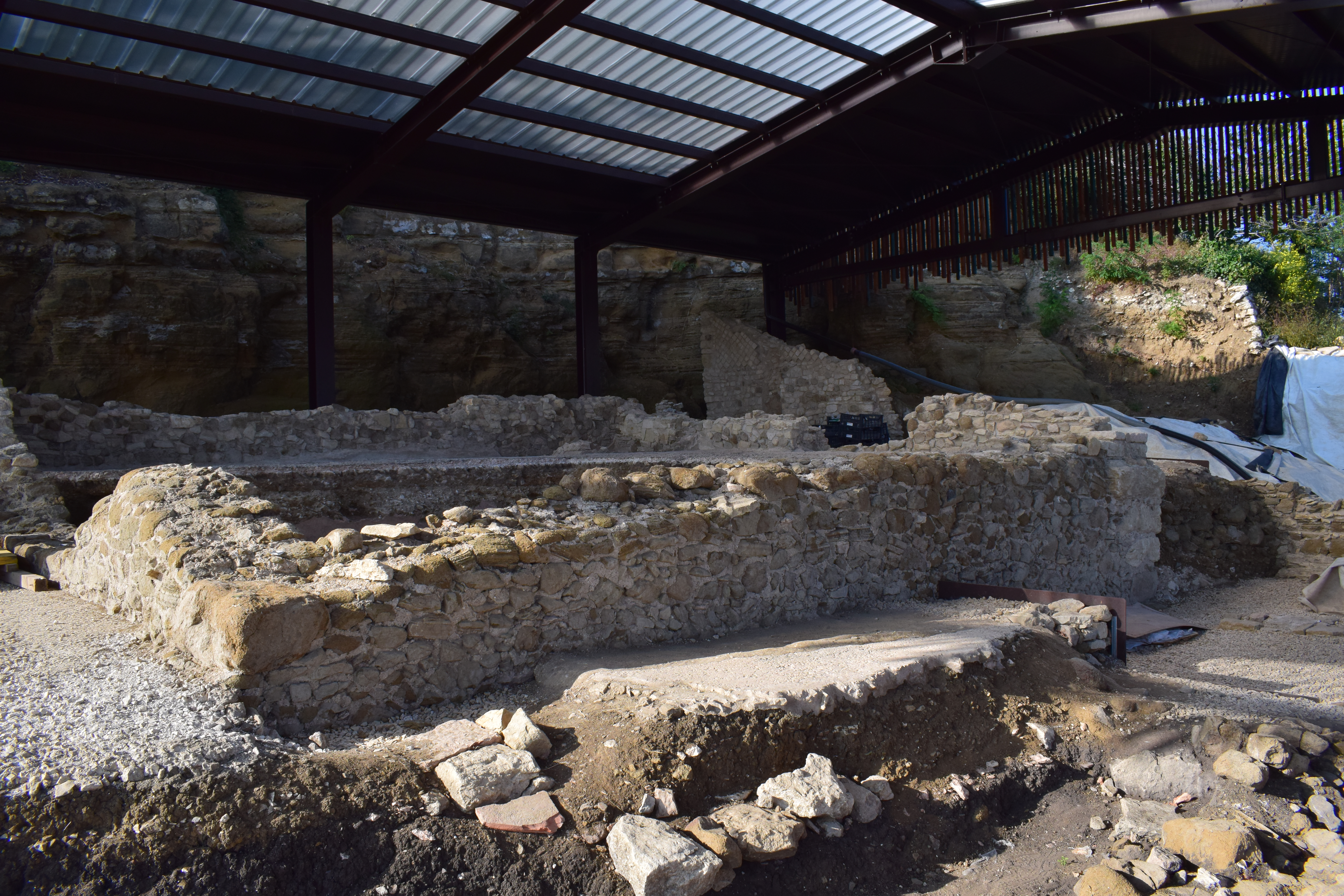
Las paredes basales de la celda interna de la época imperial.

En época augusta o en las primeras décadas de la época imperial el templo fue completamente reconstruido. La nueva estructura, que corresponde a los restos visibles en la actualidad, tenía en el centro una celda cuadrangular interna, de 8-9 metros de altura, con una pequeña pila ritual en la esquina noroeste.  Alrededor de la celda y al mismo nivel discurrían tres galerías, según un plan arquitectónico inspirado en los templos célticos o germánicos: estas se ubicaban en los lados norte, este y sur de la celda, eran abiertas y presentaban una columnata dórica (parte del lado norte estaba cerrado por un muro cubierto por un paramento reticular); el cuarto lado, al oeste, hacia la montaña, estaba ocupado por un canal de las mismas dimensiones que los tres túneles. 
El sitio cayó progresivamente en decadencia en la antigüedad tardía, debido también a la expansión del cristianismo. El techo fue destruido durante un incendio y el templo cayó en ruinas y acabó sepultado por depósitos y derrumbes de rocas en la ladera de la montaña.Siglos más tarde surgió cerca la iglesia de Santa Maria di Valverde (antes llamada “di Santa Maria Minerbe” o “di Santa Maria sopra Minerva”).El redescubrimiento del templo comenzó gracias a Girolamo Orti Manara, quien, después de una serie de investigaciones en 1835, inició excavaciones en el lugar (la presencia de un templo en la montaña ya era conocida por los habitantes y los historiadores locales, aunque se había olvidado la ubicación precisa); a pesar de las dificultades técnicas, logró encontrar parte de los restos del último edificio y también diversos hallazgos e inscripciones, que fueron reproducidos en papel por Giuseppe Razzetti. 
El lugar después volvió a ser abandonado y, tras la construcción de terrazas ("marogne") en los años de entreguerras, se destinó al uso agrario. En 2005 se inicia un proyecto de valorización que, tras sacar a la luz los restos ya encontrados por Orti Manara, promueve una segunda serie de excavaciones que descubren otras partes del templo imperial y permiten documentar las huellas de las partes más antiguas. La última campaña de excavación, realizada en 2023 en el interior del cuerpo central del templo, sacó a la luz el piso y restos del alzado de yesería de época republicana. La zona arqueológica fue abierta al público en 2020. 